# Petar Zubak
Petar Zubak (* 19. Dezember 1995 in Zagreb) ist ein kroatischer Fußballspieler.

## Karriere
Zubak begann seine Karriere beim NK Mladost Buzin. Zur Saison 2005/06 wechselte er in die Jugend des NK Trnje Zagreb. Zur Saison 2010/11 kehrte er zu Buzin zurück. Nach sechs weiteren Jahren bei Buzin wechselte er zur Saison 2016/17 wieder zu Trnje.
Zur Saison 2018/19 wechselte er nach Österreich zum Regionalligisten SV Allerheiligen. Sein Debüt in der Regionalliga gab er im Juli 2018, als er am ersten Spieltag jener Saison gegen den SC Kalsdorf in der Startelf stand. Sein erstes Tor für Allerheiligen erzielte er im August 2018 bei einem 1:1-Remis gegen den SC Weiz. Bis Saisonende kam er zu 27 Einsätzen, in denen er zehn Tore erzielte.
Zur Saison 2019/20 wechselte er zum Zweitligisten SK Austria Klagenfurt, bei dem er einen bis Juni 2020 laufenden Vertrag erhielt. Sein Debüt in der 2. Liga gab er im August 2019, als er am zweiten Spieltag jener Saison gegen den FC Liefering in der 86. Minute für Florian Jaritz eingewechselt wurde. Für Klagenfurt kam er zu 27 Zweitligaeinsätzen, in denen er vier Tore erzielte. Nach der Saison 2019/20 verließ er die Kärntner und wechselte zum Ligakonkurrenten Grazer AK. Nach der Saison 2020/21 verließ er die Grazer.
Daraufhin wechselte er nach Georgien zum FC Dila Gori, wo er jedoch nach einem Monat im August 2021 seinen Vertrag wieder auflöste. Daraufhin kehrte er im Januar 2022 nach Österreich zurück und schloss sich dem Tabellenführenden der drittklassigen Regionalliga Ost, dem SV Stripfing, an. Für Stripfing kam er in eineinhalb Jahren zu 18 Regionalligaeinsätzen, in denen er sechsmal traf. Mit dem Klub stieg er 2023 in die 2. Liga auf. Nach dem Aufstieg wechselte er zur Saison 2023/24 allerdings zum viertklassigen ASK Kottingbrunn.

## Familie
Sein jüngerer Bruder Marko (* 1999) ist ebenfalls als Fußballspieler aktiv und kam bislang im kroatischen, slowenischen und österreichischen Amateurfußball zum Einsatz. Für den NK Brežice 1919 absolvierte er im Jahr 2019 sechs Meisterschaftsspiele in der zweithöchsten slowenischen Fußballliga.